# Cyanoloxia
Cyanoloxia é um género de ave da família Cardinalidae.

## Espécies
- Cyanoloxia brissonii (Lichtenstein, MHC, 1823)
- Cyanoloxia cyanoides (Lafresnaye, 1847)
- Cyanoloxia glaucocaerulea (D'Orbigny & Lafresnaye, 1837)
- Cyanoloxia rothschildii (Bartlett, E, 1890)